# Grand Prix automobile du Canada 1981
Résultats du Grand Prix du Canada de Formule 1 1981 qui a eu lieu sur le circuit de l'Île Notre-Dame à Montréal le 27 septembre 1981.

## Classement
| Pos. | No | Pilote                | Écurie          | Tours | Temps/Abandon                      | Grille | Points |
| ---- | -- | --------------------- | --------------- | ----- | ---------------------------------- | ------ | ------ |
| 1    | 26 | Jacques Laffite       | Ligier-Matra    | 63    | 2 h 01 min 25 s 205 (137,290 km/h) | 10     | 9      |
| 2    | 7  | John Watson           | McLaren-Ford    | 63    | + 6 s 233                          | 9      | 6      |
| 3    | 27 | Gilles Villeneuve     | Ferrari         | 63    | + 1 min 50 s 275                   | 11     | 4      |
| 4    | 23 | Bruno Giacomelli      | Alfa Romeo      | 62    | + 1 tour                           | 15     | 3      |
| 5    | 5  | Nelson Piquet         | Brabham-Ford    | 62    | + 1 tour                           | 1      | 2      |
| 6    | 11 | Elio De Angelis       | Lotus-Ford      | 62    | + 1 tour                           | 7      | 1      |
| 7    | 22 | Mario Andretti        | Alfa Romeo      | 62    | + 1 tour                           | 16     |        |
| 8    | 17 | Derek Daly            | March-Ford      | 61    | + 2 tours                          | 20     |        |
| 9    | 33 | Marc Surer            | Theodore-Ford   | 61    | + 2 tours                          | 19     |        |
| 10   | 2  | Carlos Reutemann      | Williams-Ford   | 60    | + 3 tours                          | 2      |        |
| 11   | 4  | Michele Alboreto      | Tyrrell-Ford    | 59    | + 4 tours                          | 22     |        |
| 12   | 3  | Eddie Cheever         | Tyrrell-Ford    | 56    | Moteur                             | 14     |        |
| Abd. | 8  | Andrea De Cesaris     | McLaren-Ford    | 51    | Sortie de piste                    | 13     |        |
| Abd. | 15 | Alain Prost           | Renault         | 48    | Collision                          | 4      |        |
| Abd. | 12 | Nigel Mansell         | Lotus-Ford      | 45    | Accident                           | 5      |        |
| Abd. | 9  | Slim Borgudd          | ATS-Ford        | 40    | Accident                           | 21     |        |
| Abd. | 6  | Héctor Rebaque        | Brabham-Ford    | 35    | Sortie de piste                    | 6      |        |
| Abd. | 32 | Jean-Pierre Jarier    | Osella-Ford     | 26    | Collision                          | 23     |        |
| Abd. | 28 | Didier Pironi         | Ferrari         | 24    | Allumage                           | 12     |        |
| Abd. | 1  | Alan Jones            | Williams-Ford   | 24    | Tenue de route                     | 3      |        |
| Abd. | 14 | Eliseo Salazar        | Ensign-Ford     | 8     | Sortie de piste                    | 24     |        |
| Abd. | 25 | Patrick Tambay        | Ligier-Matra    | 6     | Sortie de piste                    | 17     |        |
| Abd. | 29 | Riccardo Patrese      | Arrows-Ford     | 6     | Suspension                         | 18     |        |
| Abd. | 16 | René Arnoux           | Renault         | 0     | Collision                          | 8      |        |
| Nq.  | 20 | Keke Rosberg          | Fittipaldi-Ford |       | Non qualifié                       |        |        |
| Nq.  | 21 | Chico Serra           | Fittipaldi-Ford |       | Non qualifié                       |        |        |
| Nq.  | 35 | Brian Henton          | Toleman-Hart    |       | Non qualifié                       |        |        |
| Nq.  | 36 | Derek Warwick         | Toleman-Hart    |       | Non qualifié                       |        |        |
| Nq.  | 31 | Beppe Gabbiani        | Osella-Ford     |       | Non qualifié                       |        |        |
| Nq.  | 30 | Jacques Villeneuve Sr | Arrows-Ford     |       | Non qualifié                       |        |        |

## Pole position et record du tour
- Pole position : Nelson Piquet en 1 min 29 s 211 (vitesse moyenne : 177,960 km/h).
- Meilleur tour en course : John Watson en 1 min 49 s 475 au 43e tour (vitesse moyenne : 145,019 km/h).

## Tours en tête
- Alan Jones : 6 (1-6)
- Alain Prost : 6 (7-12)
- Jacques Laffite : 51 (13-63)

## À noter
- 6e victoire pour Jacques Laffite.
- 8e victoire pour Ligier en tant que constructeur.
- 3e victoire pour Matra en tant que motoriste.
- Bien que prévue pour 70 tours, la course fut stoppée au bout de 2 heures, avec seulement 63 tours parcourus.
- À la fin de cette course, l'écurie Williams est championne du monde des constructeurs.